# Карус, Фридрих Август
Фридрих Август Карус (нем. Friedrich August Carus; 1770, Бауцен — 1807, Лейпциг) — немецкий философ и психолог.
Старался соединить воззрения Иммануила Канта и Фридриха Генриха Якоби. Посмертное семитомное собрание сочинений Каруса «Nachgelassene Werke» (1808-1810) содержит много ценного, в особенности по психологии и истории философии.
Его сын Эрнст Август Карус посвятил свою жизнь медицине.